# Some Enchanted Evening (album de Blue Öyster Cult)
Pour les autres significations, voir Some Enchanted Evening.
Albums de Blue Öyster Cult
Spectres
(1977) Mirrors
(1979)
Some Enchanted Evening est le second album live du groupe de hard rock américain, Blue Öyster Cult. Il est sorti le 13 septembre 1978 sur le label CBS Records et est produit par Murray Krugman, Sandy Pearlman et le groupe.

## Historique
Les sept titres originaux de l'album furent enregistrés en public le 6 avril 1978 et le 13 avril 1978 aux États-Unis et le 1er juillet 1978 en Angleterre pendant la tournée de promotion de l'album Spectres.
La réédition remasterisée parue en 2007 comporte sept titres supplémentaires, enregistrés lors de la même période aux États-Unis, ainsi qu'un un DVD inédit titré Some OTHER Enchanted Evening enregistré lors du concert donné par le groupe le 14 juillet 1978 au Capital Center de Largo dans le Maryland, États-Unis.
Cet album se classa à la 44e place du Billboard 200 américain et à la 18e place des charts britanniques. Il sera récompensé par un disque de platine aux États-Unis.

## Liste des titres
| 1. | 'R.U. Ready 2 Rock                      | Albert Bouchard, Sandy Pearlman  | Atlanta, GA, 13 avril 1978  | 5:29 |
| 2. | E.T.I. (Extra Terrestrial Intelligence) | Donald Roeser, Pearlman          | Columbus, GA, 11 avril 1978 | 5:04 |
| 3. | Astronomy                               | Albert et Joe Bouchard, Pearlman | Columbus, GA, 11 avril 1978 | 8:18 |

| 4. | Kick Out the Jams (reprise de MC5)                   | Davies, Kramer, "Sonic" Smith, Thompson, Tyner | Atlanta, GA, 13 avril 1978          | 3:03 |
| 5. | Godzilla                                             | Roeser                                         | Newcastle, Angleterre 1er juin 1978 | 4:10 |
| 6. | (Don't Fear) The Reaper                              | Roeser                                         | Little Rock, AR, 9 avril 1978       | 5:51 |
| 7. | We Gotta Get out of This Place (reprise des Animals) | Barry Mann, Cynthia Weil                       | Newcastle, Angleterre 1er juin 1978 | 4:09 |

| 8.  | ME 262                                               | Eric Bloom, Roeser, Pearlman             | Rochester, NY, 31 décembre 1977 | 3:24 |
| 9.  | Harvester of Eyes                                    | Bloom, Roeser, Richard Meltzer           | Little Rock, AR, 9 avril 1978   | 4:35 |
| 10. | Hot Rails to Hell                                    | Joe Bouchard                             | Detroit, MI, 30 janvier 1978    | 5:01 |
| 11. | This Ain't the Summer of Love                        | Albert Bouchard, Murray, Krugman, Waller | Detroit, MI, 30 janvier 1978    | 2:48 |
| 12. | 5 Guitars                                            | Blue Oyster Cult                         | Detroit, MI, 30 janvier 1978    | 8:34 |
| 13. | Born to Be Wild (reprise de Steppenwolf)             | Mars Bonfire                             | Detroit, MI, 30 janvier 1978    | 6:30 |
| 14. | We Gotta Get out of This Place (version alternative) | Mann, Weil                               | Boston, MA, 31 janvier 1978     | 4:30 |

### Menu du DVD "Some OTHER Enchanted Evening" (réédition 2007)
1. R.U. Ready 2 Rock
2. E.T.I. (Extra Terrestrial Intelligence)
3. Harvester of Eyes
4. We Gotta Get out of This Place
5. Golden Age of Leather
6. Astronomy
7. ME 262
8. Kick Out the Jams
9. This Ain't The Summer Of Love
10. 5 Guitars
11. Born to Be Wild

## Musiciens
- Eric Bloom – chant, guitare rythmique
- Donald "Buck Dharma" Roeser – guitare solo, chant
- Allen Lanier – claviers, guitare
- Joe Bouchard – basse, chant
- Albert Bouchard – batterie, guitare, chant

## Charts & certification
Charts
| Pays                                  | Durée du classement | Meilleur classement | Date             |
| ------------------------------------- | ------------------- | ------------------- | ---------------- |
| Canada (RPM)                          | 7 semaines          | 43e                 | 2 décembre 1978  |
| États-Unis (Billboard 200)            | 12 semaines         | 44e                 | 18 novembre 1978 |
| Royaume-Uni (UK Albums Chart)         | 4 semaines          | 18e                 | 22 octobre 1978  |
| Royaume-Uni (UK Rock and Metal Chart) | 1 semaine           | 31e                 | 11 mars 2007     |

Certifications
| Pays              | Certification | Ventes      | Date            |
| ----------------- | ------------- | ----------- | --------------- |
| États-Unis (RIAA) | Platine       | 1 000 000 + | 13 juillet 1988 |